# Кондо Кодзі
Кодзі Кондо (яп. 近藤 浩治, Kondō Kōji, нар. серпень 13, 1961) — японський музичний композитор, піаніст і музичний керівник, який працює в компанії відеоігор Nintendo. Він найбільш відомий своїми численними внесками в серію відеоігор Super Mario та The Legend of Zelda, серед інших створених компанією. Кондо був найнятий Nintendo в 1984 році, ставши першою особою, яку вони найняли, щоб спеціалізуватися на музиці для відеоігор. Його робота в серіях відеоігор Маріо та Зельда була названа однією з найбільш пам’ятних у відеоіграх, як-от тема надземного світу Super Mario Bros.

## Біографія

### Перші роки
Кодзі Кондо народився 13 серпня 1961 року в префектурі Айтімісті Нагоя. З 5 років вивчає електронний орган (електронний орган). Він був у кавер-групі (кавер-групі), і його техніка вдосконалювалася в процесі. Хоча Кондо навчається на факультеті мистецтв Університету мистецтв Осаки, департаменті мистецьких проектів, але ніколи не вчив класичну музику або був дуже зосереджений на музиці. Однак він отримав певний досвід у створенні та аранжуванні музики за допомогою фортепіано та комп’ютера. На останньому курсі Nintendo надіслав оголошення про набір до Осакського університету мистецтв, сподіваючись найняти людей, які працюватимуть над композицією та звуковим програмуванням. Оскільки Кондо мав кишенькову консоль та був аркадним гравцем, у 1984 році він вирішив подати заявку у Nintendo, і йому пощастило отримати роботу, не надіславши жодних зразків записів.

### Кар'єра
Кондо був першим співробітником Nintendo, відповідальним за створення музики, і відігравав координаційну роль у просуванні ігор і музики компанії у світі. Серед його початкових робіт були аркадні ігри GOLF і Punch-Out!!, серед інших. Хоча раніше він не мав великого досвіду створення музики, йому вдалося подолати різноманітні труднощі у звуковому дизайні. Оскільки Famicom стала дуже популярною в Японії, Кондо був призначений до нової команди розробників Nintendo Development 4 (перейменованою на Nintendo Information Development Headquarters у 1989 році), відповідальною за розробку для цієї консолі. Він також написав посібник, у якому пояснює, як використовувати консоль Family BASIC для програмування японських поп-пісень на консолі. Через рік після того, як приєднався до компанії, він створив саундтрек до фільму Світ диявола разом із Акіто Наказука. У 1985 році, Nintendo почала продавати Famicom за кордоном під назвою Nintendo Entertainment System (NES) та скористалася нагодою після депресії американської ігрової індустрії 1983 року, яка спустошила Atari, Inc. та інші компанії. Музика Super Mario Bros. (1985) і The Legend of Zelda (1986 - 1998) створена Кондо самостійно. Super Mario Bros. був першим великим результатом Кондо. Мелодії гри були створені з розрахунком, щоб короткі музичні фрагменти можна було нескінченно повторювати протягом одного і того ж процесу гри, не викликаючи нудьги. Основна тема є культовою для популярної культури, вона звучала на більш ніж 50 концертах, була найбільш продаваною рінгтоном 2006,, і була реміксована або виконана семплами різними музикантами.
Робота Кондо над музикою для «The Legend of Zelda» також отримала високе визнання. Він створив чотири основні музичні твори для першої гри серії; тема надземного світу стала порівнянною за популярністю з головною темою «Super Mario Bros.». Після успіху «Легенди про Зельду» він створив музику для двох ексклюзивних японських ігор, «Таємничий замок Мурасаме» (1986) і «Shin Onigashima» (1987). Він створив саундтрек до «Yume Kōjō: Doki Doki Panic» (1987),, який пізніше був перейменований за межами Японії як Super Mario Bros. 2 у 1988 році.

## Концерти
Кондо відвідав світову прем’єру Play! A Video Game Symphony в Rosemont Theatre в Роузмонті, штат Іллінойс у травні 2006 року, де його музика з «Super Mario Bros.» і «The Legend of Zelda» виконував повний симфонічний оркестр. Він також відвідав і виступив у серії з трьох концертів, присвячених 25-річчю серії відеоігор «Легенда про Зельду» наприкінці 2011 року. Він грав на фортепіано з американським рок-гуртом Imagine Dragons наживо на церемонії The Game Awards 2014 у грудні 2014 року.

## Музичний стиль і впливи
Музика Кондо для «Super Mario Bros.» створена на основі відчуття руху, яке відображає фізичний досвід гравця. Це відповідало філософії творця та дизайнера серіалу Шігеру Міямото, який вимагав, щоб аудіо для гри було зроблено «з змістом» і синхронізовано з елементами гри. Як наслідок, Кондо заснував низку партитур навколо жанрів, які переважно використовуються для танців, наприклад як Латинська музика та вальс.
У першій «Легенді про Зельду» Кондо зіставляє тему надземного світу гри з темою, яка відбувається в підземеллях. Кондо зазначив про важливість проеціювання різних персонажів через музику, щоб гравці майже відразу знали, де вони знаходяться в грі. Кондо використовував цей контраст в інших іграх, над якими працював, зокрема «Super Mario Bros.»

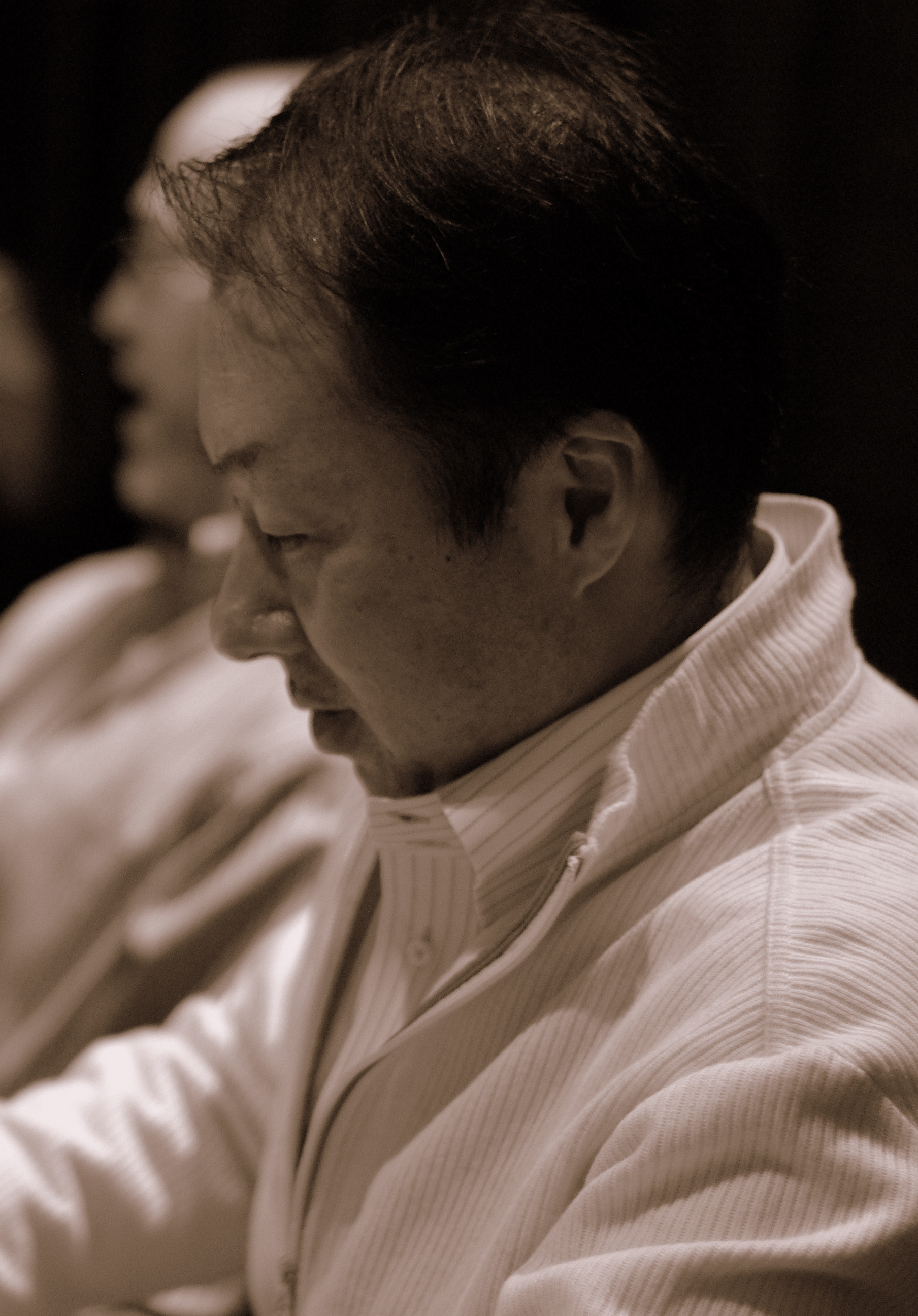
Kondo на конференції розробників ігор 2007

## Ігри

### Музичний та звуковий дизайн
Усі наведені нижче твори були створені виключно Кондо, якщо не зазначено інше. Включено деякі інші немузичні ролі, такі як звукові ефекти та програмування.
| Year | Game                                         | Notes                                                    |
| ---- | -------------------------------------------- | -------------------------------------------------------- |
| 1983 | Punch-Out!!                                  |                                                          |
| 1984 | Golf                                         |                                                          |
| 1984 | Family BASIC                                 | програмування                                            |
| 1984 | Devil World                                  | разом із Akito Nakatsuka                                 |
| 1985 | Soccer                                       |                                                          |
| 1985 | Arm Wrestling                                |                                                          |
| 1985 | Kung Fu                                      | звукові ефекти                                           |
| 1985 | Super Mario Bros.                            |                                                          |
| 1986 | The Legend of Zelda                          |                                                          |
| 1986 | The Mysterious Murasame Castle               |                                                          |
| 1986 | Super Mario Bros.: The Lost Levels           |                                                          |
| 1986 | Volleyball                                   |                                                          |
| 1987 | Yume Kōjō: Doki Doki Panic                   |                                                          |
| 1987 | Shin Onigashima                              |                                                          |
| 1988 | Super Mario Bros. 2                          |                                                          |
| 1988 | Super Mario Bros. 3                          |                                                          |
| 1990 | Super Mario World                            |                                                          |
| 1990 | Pilotwings                                   | програмування; також створив тему "Гелікоптера"          |
| 1991 | The Legend of Zelda: A Link to the Past      |                                                          |
| 1993 | Star Fox                                     | звукові ефекти                                           |
| 1995 | Yoshi's Island                               |                                                          |
| 1996 | Super Mario 64                               |                                                          |
| 1997 | Star Fox 64                                  | разом із Hajime Wakai                                    |
| 1998 | The Legend of Zelda: Ocarina of Time         |                                                          |
| 2000 | The Legend of Zelda: Majora's Mask           | разом із Toru Minegishi                                  |
| 2002 | Super Mario Sunshine                         | разом із Shinobu Tanaka                                  |
| 2002 | The Legend of Zelda: The Wind Waker          | разом із Kenta Nagata, Hajime Wakai, and Toru Minegishi  |
| 2004 | The Legend of Zelda: Four Swords Adventures  | разом із Asuka Ohta                                      |
| 2006 | New Super Mario Bros.                        | створив тему "надземного світу"                          |
| 2006 | The Legend of Zelda: Twilight Princess       | разом із Toru Minegishi та Asuka Ohta                    |
| 2007 | Super Mario Galaxy                           | разом із Mahito Yokota                                   |
| 2008 | Super Smash Bros. Brawl                      | музичні аранжування                                      |
| 2010 | Super Mario Galaxy 2                         | разом із Mahito Yokota та Ryo Nagamatsu                  |
| 2011 | The Legend of Zelda: Skyward Sword           | створив тему "Прологу"                                   |
| 2013 | Super Mario 3D World                         | разом із Mahito Yokota, Toru Minegishi, та Yasuaki Iwata |
| 2014 | Super Smash Bros. for Nintendo 3DS and Wii U | музичні аранжування                                      |
| 2015 | Super Mario Maker                            | разом із Naoto Kubo and Asuka Hayazaki                   |
| 2016 | The Legend of Zelda: Twilight Princess HD    | разом із Toru Minegishi та Asuka Ohta                    |
| 2017 | Super Mario Odyssey                          | разом із Shiho Fujii та Naoto Kubo                       |
| 2018 | Super Smash Bros. Ultimate                   | музичні аранжування                                      |
| 2019 | Super Mario Maker 2                          | разом із Atsuko Asahi, Toru Minegishi та Sayoko Doi      |